# Forever My Girl
Forever My Girl es una película de drama romántico estadounidense de 2018 escrita y dirigida por Bethany Ashton Wolf basada en la novela original del mismo nombre escrita por Heidi McLaughlin. Fue estrenada en los Estados Unidos el 19 de enero de 2018.

## Sinopsis
La superestrella de la música country, Liam Page (Alex Roe) vuelve a su pueblo natal, Saint en Lousiana para asistir al funeral de su mejor amigo de la secundaria, Mason Belmont (Terayle Hill) y se encuentra con su exnovia Josie (Jessica Rothe) quien tiene una niña que es su hija, llamada Billy Ann (Abby Ryder Fortson), en honor a la madre de Liam. Liam no sabía que tenía una hija ya que se puso nervioso el día de su boda, lo que provocó que abandonara a Josie antes de que se realizara la boda. 
Liam se marcha durante ocho años, escuchando día a día un último mensaje de voz que Josie le dejó y lo que hacía que mantenga su viejo teléfono celular. 
Después de una noche alocada con una fanática, Liam se desespera al ver que el teléfono se ha echado a perder y busca repararlo. Durante esa búsqueda se entera de que uno de sus mejores amigos ha muerto en un accidente de tráfico.  
Liam decide regresar a su ciudad de origen para asistir al funeral sin lograr entrar, pero se encuentra con Josie y su pequeña hija Billy. 
Liam decide establecerse unos días con su padre al que también abandonó, para posteriormente buscar a Josie. Y al hacerlo ve a Billy. Queriendo inmediatamente entablar una relación con su hija; lo que devendrá en un acercamiento a Josie.

## Reparto
- Alex Roe como Liam Page.
- Jessica Rothe como Josie.
- Abby Ryder Fortson como Billy Ann Page.
- Travis Tritt como Walt, el amigo de la mamá de Liam, quien solía cantar junto a ella en un bar local.
- Peter Cambor como Sam, el representante de Liam.
- Gillian Vigman como Doris, la publicista de Liam.
- Judith Hoag como la Dra. Whitman.
- Tyler Riggs como Jake, el hermano mayor de Josie, quien le tiene un gran desprecio a Liam después de que abandonó a Josie.
- John Benjamin Hickey como el Pastor Brian Page, el padre de Liam, suegro de Josie y abuelo de Billy.

## Producción

### Desarrollo
La autora Heidi McLaughlin se inspiró para escribir Forever My Girl tras ver una imagen de un chico en Facebook que parecía que estaba intentando disculparse con una chica. Para elegir el nombre de Liam Page le tomó un total de 10 o 15 minutos, y esa misma noche, escribió las primeras 5,000 palabras. Después de que su libro fuese publicado, ella recibió una oferta de LD Entertainment para que se realizara una película basado en el libro, primero averiguó si era una empresa productora confiable y tras saber que habían producido varias películas, envió el correo electrónico a su agente. Para poder adaptar el libro a una película, en el guion se hicieron muchos cambios, Roe dijo, "Fue difícil acomodarlo todo en una hora y media obviamente y también hubo otros cambios que Bethany (la directora) pensó que eran importantes."

### Casting
McLaughlin dijo que escribir a los personajes de Roe y Rothe fue fácil, porque ella tiene algunos amigos que están en bandas, así que copió mucho de lo que hacen cuando están trabajando y cuando están en casa, ya que cuando están trabajando, les gusta su música, sus actuaciones y la multitud, pero en casa están calmados, relajados y con la guardia baja.
Para el papel de Liam, Roe nunca había cantado antes y tuvo que aprender a cantar, y también aprender a tocar la guitarra. Brett Boyett, supervisor musical de la película, lo ayudó a practicar todos los días durante casi tres meses. Además para obtener el acento vio entrevistas de cantantes de música country para pronunciarlo. Él estaba un poco aterrado sobre tener que actuar en un escenario con gente y habló con Little Big Town sobre la sensación de tener 50,000 personas obsevándolas, así que él armó una banda en Los Ángeles e hicieron algunas actuaciones en la que solo fueron amigos cercanos que irían y verían, solo para acostumbrarse a actuar frente a otras personas. McLaughlin se inspiró en el papel de Liam a Stephen Amell, ella dijo, "Alex Roe se parece a Amell pero más joven, por lo que para mí es una elección perfecta".
Rothe declaró que lo que atrajo del papel de Josie fue su fortaleza y su empoderamiento femenino. McLaughlin se imaginó a la supermodelo australiana Miranda Kerr para el personaje de Josie, pero dijo que Rothe se asemeja a ella pero en una versión rubia.
Rothe y Roe no se conocían pero tenían amigos en común así que se reunieron un par de veces antes de irse a Atlanta, además Rothe fue a un bar de jugos con Abby (Billy) y la madre de esta (Christie Lynn Smith), un par de veces, solo para que ella se sintiera cómoda a su alrededor.

## Recepción

### Taquilla
La película se estrenó el 19 de enero de 2018 y recaudó $4.7 millones de 1,115 salas de cine en su fin de semana de apertura, terminando en el 10° lugar.

### Respuesta crítica
En Rotten Tomatoes, la película tiene una calificación de aprobación del 18% sobre la base de 38 reseñas, y una calificación promedio de 4.2/10. El consenso crítico del sitio web dice, "Forever My Girl offers a suitably picturesque placeholder for romance fans between Nicholas Sparks films, but other viewers may end up crying for the wrong reasons."  En Metacritic, la película tiene un puntaje promedio ponderado de 36 de 100, basado en 18 reseñas, lo que indica "críticas generalmente desfavorables". Las audiencias encuestadas por CinemaScore le dieron a la película una calificación promedio de "A" en una escala de A+ a F.